# Љубав, смрт и роботи
Љубав, смрт и роботи (енгл. Love, Death & Robots), позната по емоџијима ❤️❌🤖, америчка је анимирана телевизијска серија коју је створио Тим Милер за Netflix. Представља антологијску серију, а епизоде садрже елементе комедије, хорора, научне фантастике и фантастике.
Добила је позитивне рецензије критичара, који су посебно похвалили анимацију, креативност и радњу, али су критиковали употребу тема за одрасле. Освојила је неколико награда Еми.

## Радња
Серија се састоји од низа анимираних кратких филмова, који се усредсређују на потпуно другачије радње. Наслов серије се односи на тематску везу сваке епизоде са једном или више од три главне теме.

## Епизоде
| Сезона | Сезона | Епизоде | Епизоде | Оригинална објава | Оригинална објава |
| ------ | ------ | ------- | ------- | ----------------- | ----------------- |
|        | 1.     | 18      | 18      | 15. март 2019.    | 15. март 2019.    |
|        | 2.     | 8       | 8       | 14. мај 2021.     | 14. мај 2021.     |
|        | 3.     | 9       | 9       | 20. мај 2022.     | 20. мај 2022.     |
|        | 4.     | 10      | 10      | 15. мај 2025.     | 15. мај 2025.     |